# Monterrei
Monterrei (ez a hivatalos, gallegó nyelvű változat; spanyolul Monterrey) egy község Spanyolországban, Ourense tartományban. Monterrei Cualedro, Laza, Castrelo do Val, Verín, Oímbra és Montalegre községekkel határos. Lakosainak száma 2397 fő (2024).

## Története
Itt született 1560-ban Gaspar de Zúñiga Acevedo y Velasco, aki később Új-Spanyolország, majd Peru alkirálya lett. Az ő tiszteletére nevezték el a 16. században alapított új-spanyolországi várost, Monterreyt (ma a mexikói Új-León állam fővárosa) szülőhelyéről, Monterreyről.

## Népesség
A település népessége az elmúlt években az alábbi módon változott:
| Lakosok száma | 3386 | 3187 | 3094 | 3036 | 2924 | 2809 | 2655 | 2529 | 2461 | 2397 |
|               | 2001 | 2004 | 2007 | 2009 | 2012 | 2014 | 2017 | 2019 | 2022 | 2024 |